# 2010年1月中国大陆

## 1月1日
- 中国—东盟自由贸易区正式全面启动[1][2][3]。

## 1月5日
- 马尔代夫总统纳希德在首都马累会见到访的中国外长杨洁篪[4]。

## 1月6日
- 1月6日至7日，杨洁篪访问非洲肯尼亚，并与肯尼亚总统齐贝吉和总理奥廷加会面[5]。

## 1月8日
- 1月8日至9日，杨洁篪访问尼日利亚[6]。

## 1月9日
- 1月9日至10日，杨洁篪访问塞拉利昂，与塞拉利昂总统科罗马会面[7]。

## 1月10日
- 1月10日至11日，杨洁篪访问阿尔及利亚，与阿尔及利亚总统布特弗利卡会面[8]。

## 1月11日
- 1月11日至12日，杨洁篪访问摩洛哥，与摩洛哥首相法西会面[9]。

## 1月12日
- 1月12日至13日，访问沙特阿拉伯，与沙特阿拉伯国王阿卜杜拉会面[10][11][12]。

## 1月14日
- 中国外交部杨洁篪代表中国，就联合国人员在海地伤亡向潘基文致慰问电[13]。

## 1月17日
- 中国外长杨洁篪向在海地地震中因执行联合国维和任务牺牲的战士家属致唁电[14]。

## 1月22日
- 1月22日至24日，由国家体育总局和北京市人民政府主办，中国自行车协会和北京市体育局承办的2009-2010北京国际自盟场地自行车世界杯赛在老山自行车馆举行。比赛设争先赛、团体竞速赛、个人追逐赛等9个男子项目，争先赛、个人追逐赛、记分赛等8个女子项目。共有来自35个国家和地区代表队、15支商业队的282名选手参赛。中国队在本次比赛中获得5金、1银、1铜，以总分105分排名第一[15]。

## 1月25日
- 中国外交部长杨洁篪对土耳其进行访问，期间作为中国国家主席胡锦涛特别代表出席在伊斯坦布尔举行的土耳其阿富汗问题地区峰会[16]，并与阿富汗总统卡尔扎伊[17]、土耳其总理埃尔多安会面[18]。

## 1月28日
- 1月28日，中国外交部长杨洁篪出席在伦敦举行的阿富汗问题国际会议。